# Tägerig

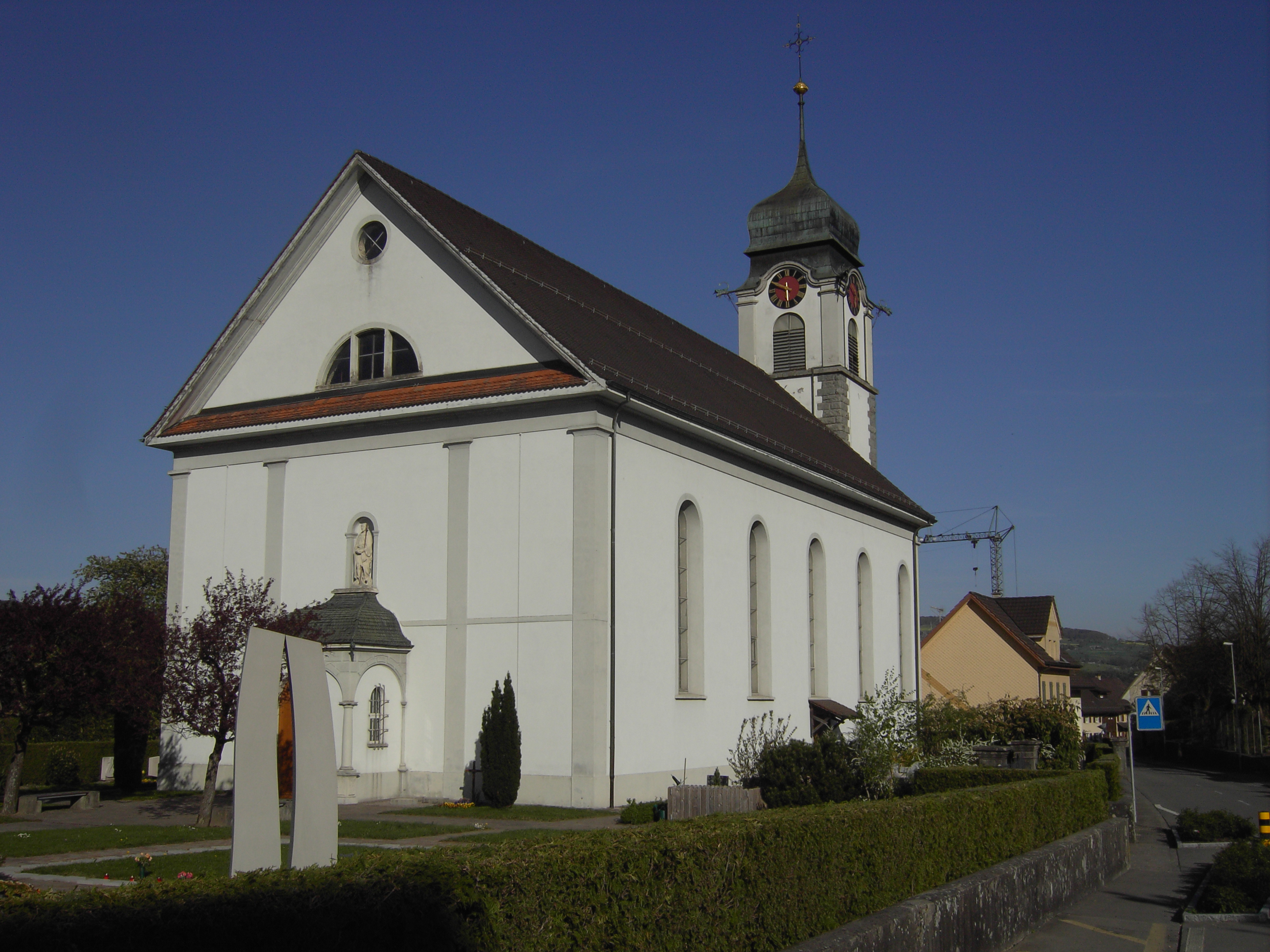
Église catholique romaine de Tägerig.

Vue aérienne (1955).

Tägerig est une commune suisse du canton d'Argovie, située dans le district de Bremgarten.